# Andreas Reiser
Andreas Daniel Reiser (1840 Mnichov, Německo – 1898 Helwán Egypt) byl německý fotograf, který pracoval v Rumunsku a v Egyptě. Je autorem mnoha orientálních pohlednic.

## Život a dílo
Období 1872–1883 strávil podle tvrzení svého pravnuka v rumunské Bukurešti, kde měl vlastní fotografické studio na ulici Victoriei č.p. 23. Odtud pak šel do egyptské Alexandrie. Vlastní studio založil v Alexandrii a také v Káhiře. Fotografoval portréty, architekturu, reportážní snímky ze stavby železnice, ale také akty orientálních žen.
Jeho syn, Lucien, a jeho partner, Anton Binder, pokračovali ve vedení společnosti Atelier Reiser až do roku 1914 v Alexandrii a pak v Mnichově, odkud A. D. Reiser původně pocházel.

## Galerie

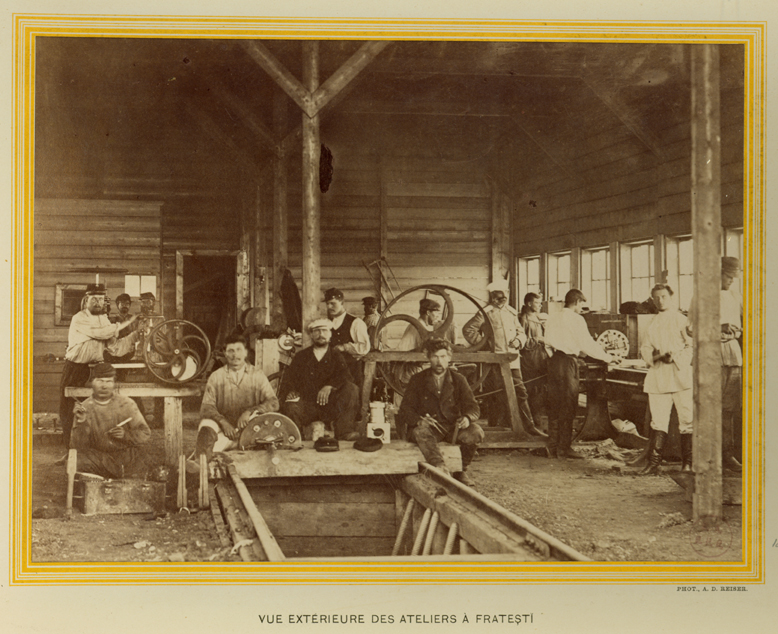
Vue exterieure des ateliers à Frateşti
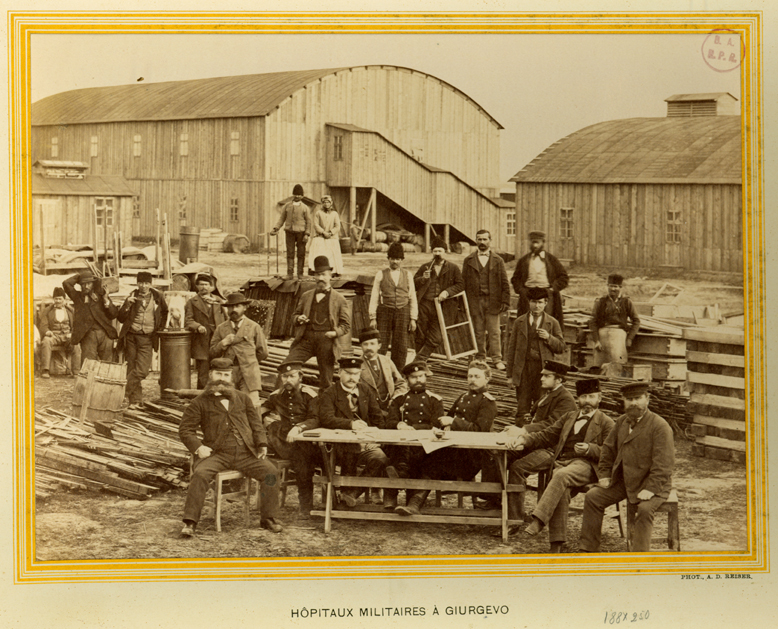
Hôpitaux militaires à Giurgevo
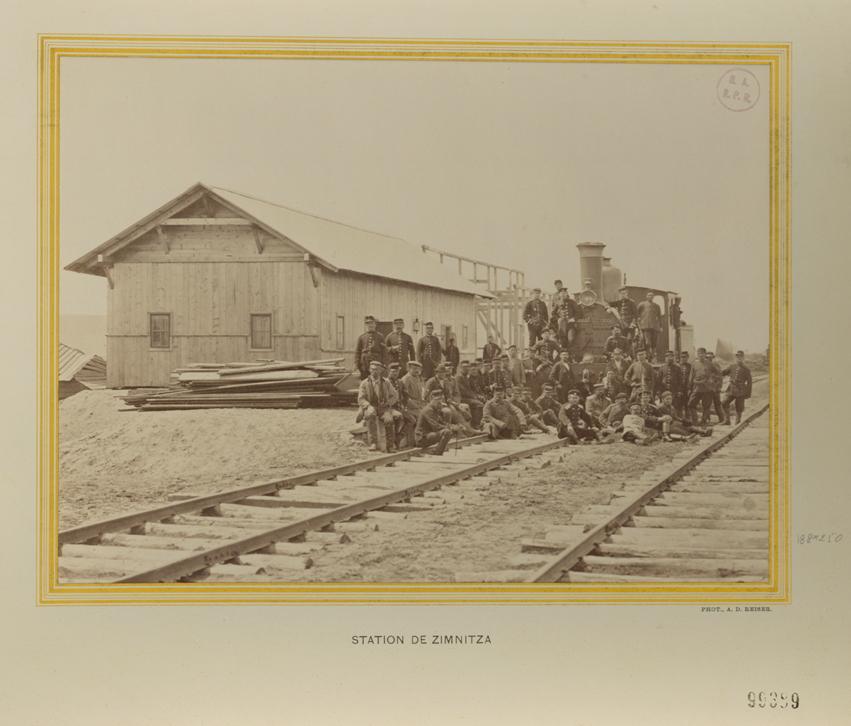
Z alba La construction des chemins de fer militaires de l'armée russe – Bucharest-Zimnicea, 1877 a 1878
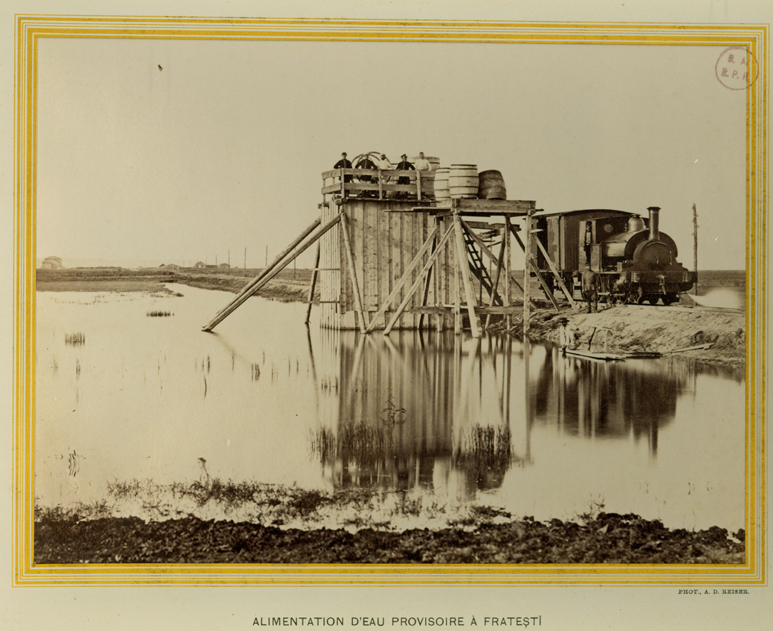
Alimentation d'eau provisoire à Frateşti
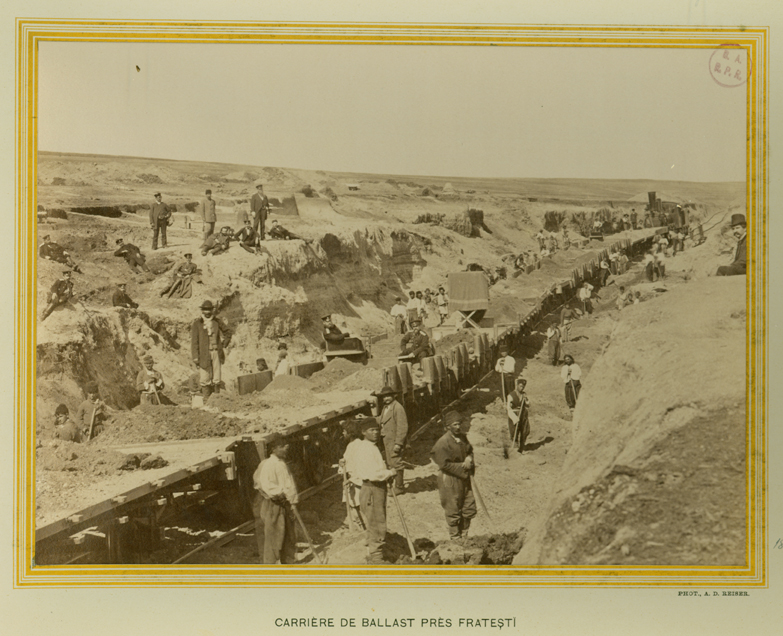
Z alba La construction des chemins de fer militaires de l'armée russe – Bucharest-Zimnicea, 1877 a 1878
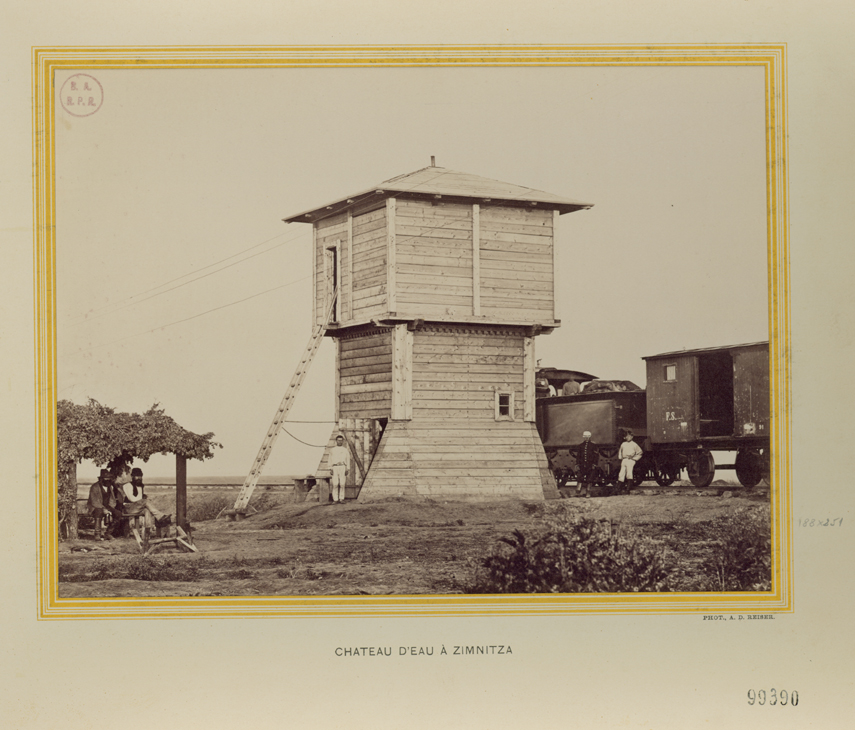
Z alba La construction des chemins de fer militaires de l'armée russe – Bucharest-Zimnicea, 1877 a 1878
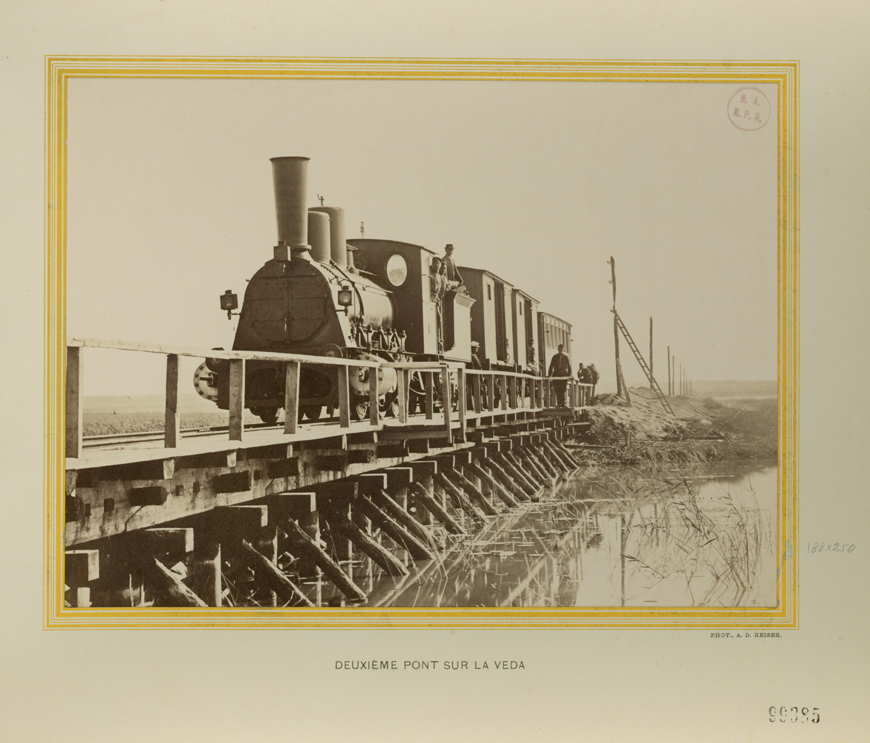
Deuxième pont sur la Veda
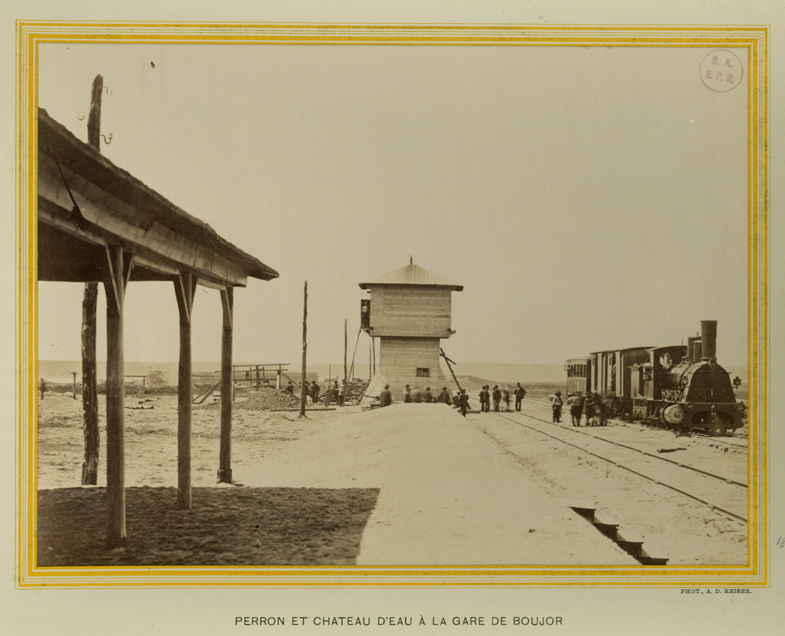
Z alba La construction des chemins de fer militaires de l'armée russe – Bucharest-Zimnicea, 1877 a 1878
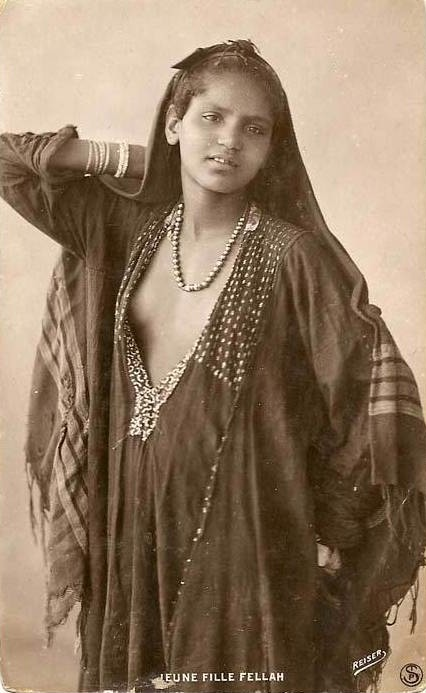
Jeune fille fellah
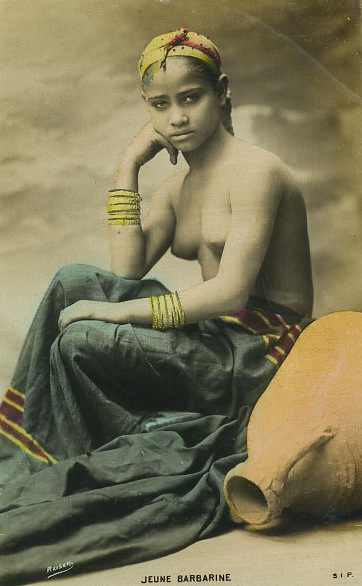
Jeune barbarine
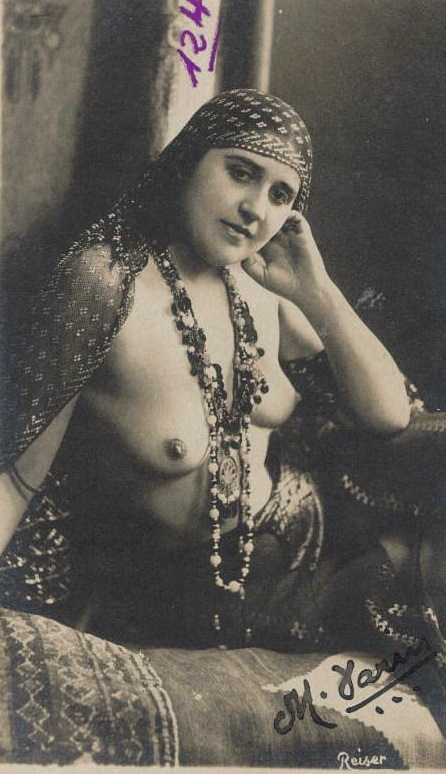
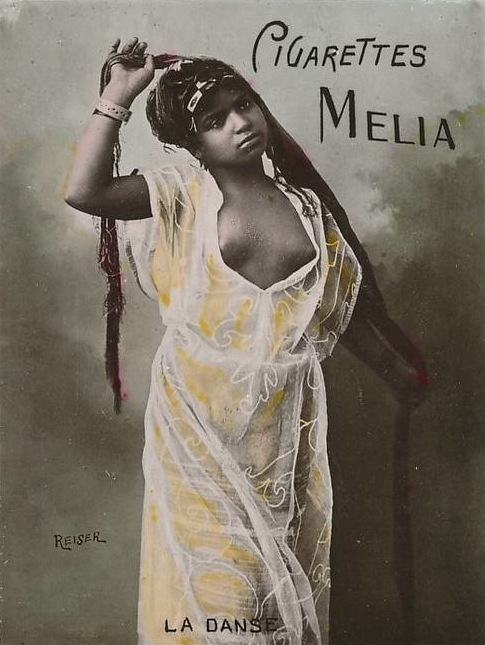
La danse
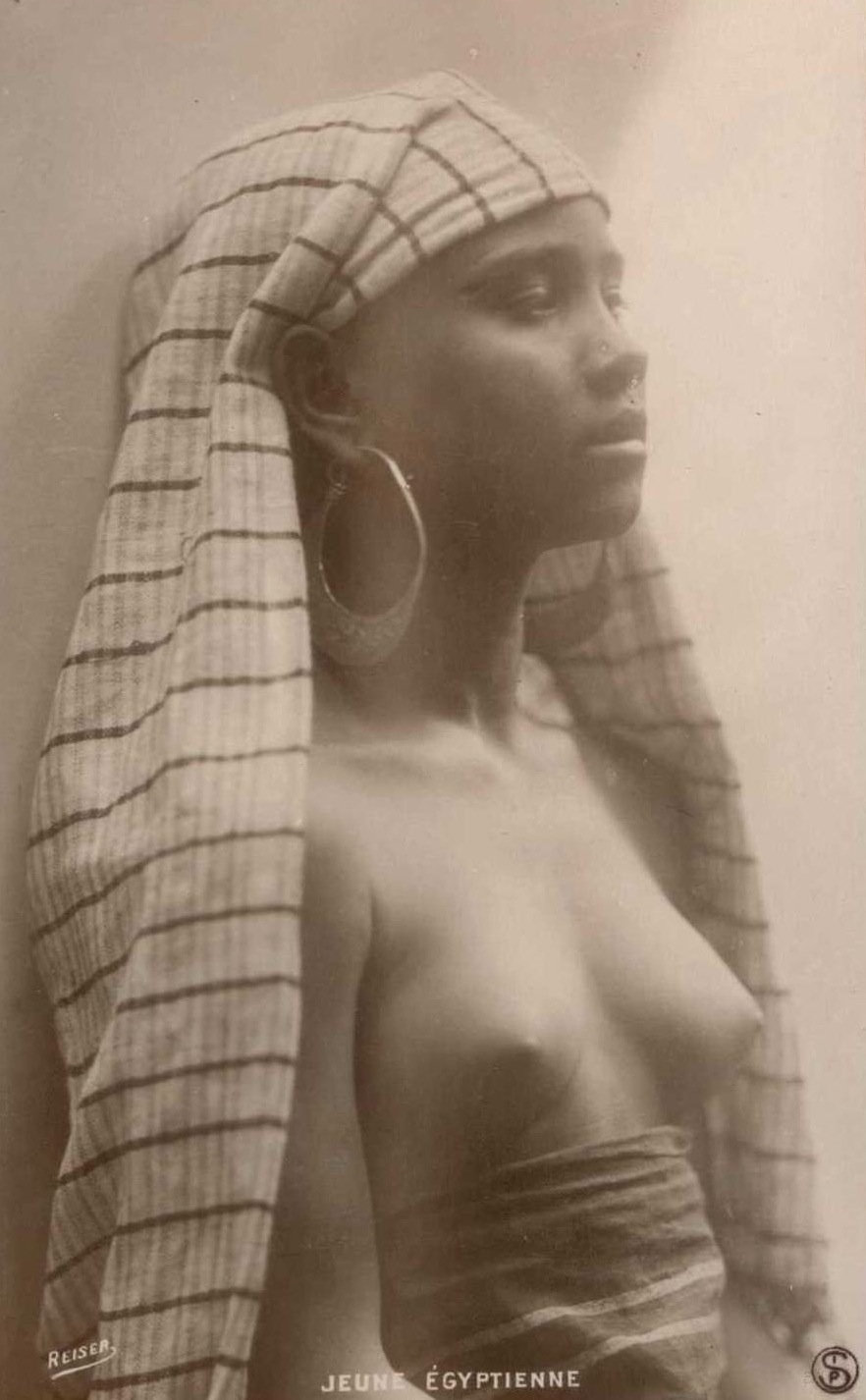
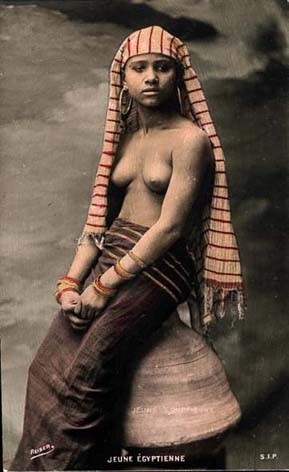
Jeune indigène
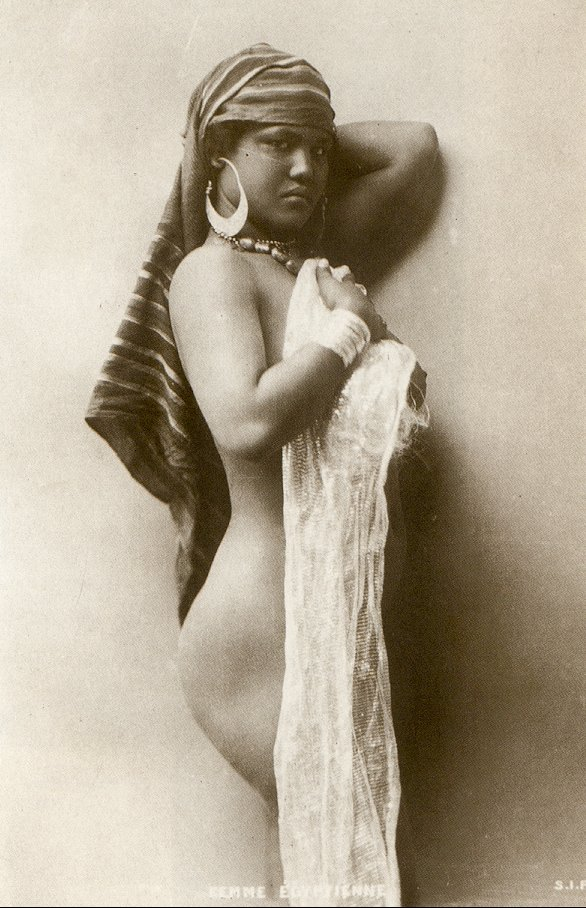
Femme égyptienne
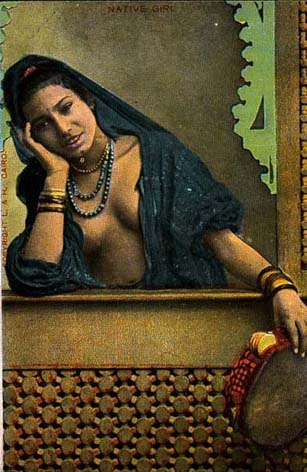
Femme indigène